# Gryon rhinocori
Gryon rhinocori är en stekelart som först beskrevs av Jean Risbec 1950.  Gryon rhinocori ingår i släktet Gryon och familjen Scelionidae. Inga underarter finns listade i Catalogue of Life.